# Château Saint-Rémy d'Altenstadt
Le château Saint-Rémy d'Altenstadt, dont les vestiges sont de nos jours enfouis, est un monument historique situé à Wissembourg, dans le département français du Bas-Rhin.
Le site du château fait l'objet d'une inscription au titre des monuments historiques par arrêté du 3 novembre 1989.

## Localisation
Ce bâtiment est situé à Wissembourg.

## Historique
C'est à l'origine un prieuré peut-être déjà fortifié que les abbés de Wissembourg transforment en château fort (Wasserburg) au XIVe siècle,.